# Frédérique Battin-Leclerc
Pour les articles homonymes, voir Battin et Leclerc.
Frédérique Battin-Leclerc, née le 18 juillet 1964 à Metz, est une chimiste française spécialiste de la chimie physique. Elle dirige ses recherches au Laboratoire Réactions et Génie des Procédés à l'Université de Lorraine. En 2010, elle reçoit la médaille d'argent du CNRS. 

## Biographie
Dès l'enfance, Frédérique Battin-Leclerc découvre les livres de Marie Curie, qui jouera pour elle le rôle de modèle. Après le lycée, Frédérique Battin-Leclerc entre en classes préparatoires scientifiques puis elle intègre l'École nationale supérieure des industries chimiques d'où elle sort diplômée en 1987. Elle soutient sa thèse de doctorat en 1991 à l'Institut national polytechnique de Lorraine sur la cinétique chimique. Elle entre au CNRS à Nancy en 1991 en tant que chargée de recherches. En 1997, elle obtient son habilitation à diriger des recherches à l'Institut national polytechnique de Lorraine. Elle devient directrice de recherches en 2006. Ses recherches portent sur la combustion et sur l'élaboration de carburants moins polluants,.

## Honneurs et récompenses
- 2022 : Médaille Polanyi de la  « Royal Society of Chemistry »
- 2010 : Médaille d'argent du CNRS[3]
- 2008 : Bourse Advanced Grant du conseil européen de la recherche[4]